# Рощицький Сергій Євстахійович
Рощицький Сергій Євстахійович (18 жовтня 1866, м. Шпола Звенигородвського повіту Київської губернії — листопад 1923) — полковник Армії УНР.

## Життєпис
Закінчив військове училище (1890), Миколаївську академію Генерального штабу за 2-м розрядом. Станом на 1 січня 1910 року — підполковник, штабс-офіцер для особливих доручень інтендантського управління Іркутського військового округу. З 1910 року — у відставці. У 1914 році був мобілізований. У 1917 році — корпусний інтендант 13-го армійського корпусу. Останнє звання у російській армії — полковник.
З 11 грудня 1920 року — приділений до штабу 20-го куреня 7-ї бригади 3-ї Залізної стрілецької дивізії Армії УНР. У 1921 році — викладач загальної тактики Спільної юнацької стрілецької школи. 1 грудня 1923 року похований на цвинтарі Воля у Варшаві.